# Charlie Buchan
Charles Murray Buchan est un footballeur anglais né le 22 septembre 1891 à Plumstead, Londres, mort le 25 juin 1960 à Monte-Carlo, Monaco.

## Biographie
Pendant la Première Guerre mondiale, Buchan a servi dans le Grenadier Guards et plus tard dans les Sherwood Foresters. Il a reçu la Médaille militaire et le 11 septembre 1918, a été nommé deuxième lieutenant pour les derniers mois de la guerre.
Après avoir quitté le football, Buchan est devenu journaliste de football pour le Daily News, renommé plus tard News Chronicle. Il a également commenté pour la BBC. En 1947, il a cofondé la Football Writers Association. Depuis 1951, il a édité son propre magazine de football Charles Buchan's Football Monthly.
Buchan a publié son autobiographie, A Lifetime in Football, en 1955. Il est mort en 1960, à l'âge de 68 ans, tout en vacances à Monte-Carlo.

## Palmarès
Sunderland AFC
- Champion du Championnat d'Angleterre de football (1) :
  - 1913.
- Vice-champion du Championnat d'Angleterre de football (1) :
  - 1923.
- Meilleur buteur du Championnat d'Angleterre de football (1) :
  - 1923: 30 buts.
- Finaliste de la FA Cup (1) :
  - 1913.

Arsenal AFC
- Vice-champion du Championnat d'Angleterre de football (1) :
  - 1926.
- Finaliste de la FA Cup (1) :
  - 1927.

- 6 sélections et 4 buts avec l'équipe d'Angleterre entre 1913 et 1924.